# علي السريتي
علي السريتي هو ملحن وعازف عود وأستاذ موسيقى تونسي. ولد سنة 1919 في تونس العاصمة وتوفي 5 أبريل 2007. يعدّ واحدا من أفضل الموسيقيين الذين عرفتهم تونس أحد وآخر ممثّلي المدرسة الكلاسيكيّة الشّرقيّة في عزف العود. دخل المدرسة الراشيدية سنة 1935. نجد من تلامذته أنور براهم ولطفي بوشناق ولطيفة. دعي لتقديم عروض بالخارج لاسيما في اليابان والولايات المتحدة الأمريكية. اسندت له الجائزة التقديرية في ميدان الموسيقى سنة 1987 وتحصل على الصنف الأكبر من الوسام الوطني للاستحقاق في ميدان الثقافة سنة 1999.